# Beroun
Beroun és un municipi de la regió de Bohèmia Central (República Txeca) i està situada a mig camí entre Praga i Plzeň, cosa que el fa un important centre de comunicacions.

## Agermanaments
- Brzeg, Polònia des de 2002.